# Orut
Orut o Orud (in croato Orud) è una piccola isola della Dalmazia centrale, a sud di Zirona Grande in Croazia, che appartiene all'arcipelago di Traù. Amministrativamente fa parte del comune di Traù, nella regione spalatino-dalmata.

## Geografia
L'isola, che dista circa 760 m dalla costa meridionale di Zirona Grande, si trova a sud-est di punta Siran (rt Širan) e a sud-ovest di valle Crivaccia (uvala Pernatica). Ha la forma di un chicco di riso ed è quasi interamente coperta da ulivi e viti; è lunga circa 1 km, ha una superficie di 0,39 km² e uno sviluppo costiero di 2,65 km.

### Isole adiacenti
- Macanara[12], Macarana[3], Maciaknar[5] o Macaknara[6] (Mačaknar, Macaknjara o Macaknara), piccolo isolotto a sud-est di Orut, a circa 340 m[10]; ha una superficie di 0,028 km²[1], uno sviluppo costiero di 0,67 km[1] ed è alto 16 m s.l.m.[10] 43°24′51″N 16°08′05″E.
- Santo Stefano (Stipanska), 3,3 km[10] a est-sud-est.

### Cartografia
- (HR) Mappa topografica della Croazia 1:25000, su preglednik.arkod.hr. URL consultato il 30 agosto 2017.
- G. Giani, Carta prospettiva delle Comuni censuarie della Dalmazia, foglio 8, 1839. Fondo Miscellanea cartografica catastale, Archivio di Stato di Trieste.
- Carta di cabottaggio del mare Adriatico, foglio IX, Milano, Istituto geografico militare, 1822-1824. URL consultato il 30 agosto 2017 (archiviato dall'url originale il 13 aprile 2013).